# Close to the Edge
Close to the Edge ist das fünfte Studioalbum der britischen Progressive-Rock-Band Yes aus dem Jahr 1972. Zur Zeit der Veröffentlichung wurde es zum größten kommerziellen Erfolg der Band, die Kritiken damals waren jedoch gemischt. Mittlerweile wird es als künstlerischer Höhepunkt der Band und als eines der besten Alben des Genres angesehen. Bis heute hat es viele andere Bands des Genres beeinflusst.

## Titelliste
1. Close to the Edge (Anderson/Howe) – 18:50
  - The Solid Time of Change
  - Total Mass Retain
  - I Get Up I Get Down
  - Seasons of Man
2. And You and I (Anderson; Thema von Bruford/Howe/Squire) – 10:09
  - Cord of Life
  - Eclipse (Anderson/Bruford/Howe)
  - The Preacher the Teacher
  - Apocalypse
3. Siberian Khatru (Anderson; Thema von Anderson/Howe/Wakeman) – 8:57

Das Album wurde im Jahr 2003 von Rhino Records remastert und wiederveröffentlicht. Diese Auflage enthält die Bonustracks:
1. America (Paul Simon) (Single version) – 4:12
2. Total Mass Retain (Anderson/Howe) (Single version) – 3:21
3. And You and I (Anderson/Bruford/Howe/Squire) (Alternate version) – 10:17
4. Siberia (Anderson/Howe/Wakeman) (Studio run-through von Siberian Khatru) – 9:19

2013 erschien das Album als Definitive Edition in Form eines CD/DVD bzw. CD/Blu-Ray Doppelalbums. Für diese Ausgabe hat der englische Produzent und Musiker Steven Wilson neue Stereo- und 5.1-Surround Versionen abgemischt. Außerdem sind mehrere alternative Versionen und Zusatzstücke enthalten.

## Aufnahme
Das Konzept des Albums wurde hauptsächlich von Anderson und Howe erarbeitet, während vor allem Bruford und Wakeman wenig daran beteiligt waren (Wakeman bezeichnete sie später als „innocent bystanders“). Die ersten Aufnahmen begannen am 1. Februar in den Londoner Advision Studios. insgesamt waren die Aufnahmesessions langwierig und sehr durch Perfektionismus geprägt, wobei eine Idee so lange ausgebaut und ausgefeilt wurde, bis keiner mehr etwas daran aussetzte. Dies führte letztendlich dazu, dass Bruford die Band einerseits wegen der Arbeitsatmosphäre, anderseits, weil er meinte, Yes könne Close to the Edge nicht übertreffen, nach dem Album verließ und einem Angebot Robert Fripps folgte, zu King Crimson zu wechseln. Um über die Wochenenden die besprochenen Arrangements nicht zu vergessen, wurden alle Proben aufgenommen, wobei eine große Menge an Aufnahmeschnipseln entstand, die am Ende zusammengesetzt wurden.

## Musik
Nur drei Songs befinden sich auf diesem Album. Sie werden in den nächsten 35 Jahren wechselweise oder gemeinsam auf der Bühne gespielt – Eine zeitgenössische Live-Aufnahme des kompletten Albums stellt so die folgende Veröffentlichung Yessongs dar.

### Close to the Edge
Der Titelsong, mit über 18 Minuten die komplette erste Seite der LP beanspruchend, weist einige Merkmale einer Sonate auf. So ist er etwa auch in vier Teile mit Exposition, Durchführung, Reprise und Coda aufgeteilt, die auch in unterschiedlichen Tonarten geschrieben sind. Aber auch davon abgesehen greift es an diversen Stellen Kompositionstechniken der klassischen Musik auf. Das Stück enthält verschiedene musikalische Themen, die in dessen Verlauf wiederholt und variiert werden. Es orientiert sich locker an Hermann Hesses Erzählung Siddharta. Die einzelnen Teile stellen verschiedene Stadien im Leben des Protagonisten dar, was sowohl textlich mit Hilfe vieler Metaphern als auch musikalisch dargestellt wird. Dies ist auch der Grund, warum – entgegen der klassischen Sonatenform – am Ende nicht wieder die gleiche Tonart wie am Anfang steht, denn dies würde keinen Fortschritt im Leben des Protagonisten darstellen.
Das Lied beginnt mit einem Intro aus Naturgeräuschen, in das die einzelnen Instrumente einsetzen. Darauf folgt mit The Solid Time of Change das Close-to-the-Edge-Thema, das im ganzen Lied viermal vorkommt. The Solid Time of Change ist wie ein eigenständiges Lied mit Strophe und Refrain aufgebaut. Total Mass Retain ist eine Variation des vorherigen Abschnittes, bei dem jedoch zum Beispiel der Refrain in doppelter Geschwindigkeit gespielt wird, was man als Zeichen für die innere Unruhe des Protagonisten sehen kann. Mit I Get Up I Get Down wird ein komplett neues Thema eingeführt. In diesem Thema singt Anderson eine Textzeile sowie Howe und Squire eine andere gegeneinander an. Dazwischen wird ein „I Get Up / I Get Down“ eingestreut. Darauf setzt eine Orgel ein, die dann jedoch von einem Moog abgelöst wird, worauf letztendlich ein Hammond-Solo folgt. Dies kann man als Kritik an institutionellen Kirchen sehen. Durch die Abwendung von ihnen könne man seinen eigenen höheren Glauben in sich selbst finden, was eine Grundaussage des Stückes ist: Mit den Flüssen ist gemeint, dass letztendlich jeder Glauben in einem synkretischen Meer mündet. Der letzte Teil, Seasons of Man, ist erneut eine Variation des ersten Teiles, der aber weniger hektisch wirkt als die beiden anderen Teile, so endet er auch mit Bass, Gesang und Hintergrundgesang im Gleichklang. Zum Schluss ertönen wieder Naturgeräusche.

### And You and I
Die zweite Seite beginnt mit And You and I, dieses Stück ist ruhiger und wird von der akustischen Gitarre dominiert. Es ist in zwei klar voneinander abgrenzbare Teile aufgeteilt. Lange waren sie sich dabei unsicher, ob sie diese verbinden sollten, und wenn ja, wie, oder sie als zwei einzelne Stücke veröffentlichen sollten. Während Anderson und Howe sich das Konzept und einzelne Motive an einem Nachmittag überlegten, dauerte es eine ganze Woche, die einzelnen Passagen stimmig zusammenzufügen. Thematisch geht es um Politiker, die nur ihre eigene Macht und nicht das Wohl der Menschen im Sinn haben. Auch in diesem Stück wurden komplexe mehrstimmige Figuren verwendet sowie einzelne Themen immer wieder abgewandelt. Am Anfang werden diese vorgestellt und danach zum Beispiel – wie in The Preacher the Teacher zu hören ist – im Countrystil variiert.

### Siberian Khatru
Den Abschluss des Albums bildet das rockige und schnelle Stück Siberian Khatru. Anderson erklärt den Begriff „Khatru“ mit „as you wish“ („wie du wünschst“) aus der Jemenitischen Sprache. An anderer Stelle übersetzte er es aber auch schon mit „Winter“. „Sibirisch“ deshalb, weil es durch die Existenz des Eisernen Vorhangs sehr weit weg erschien und dieses riesige Stück Land sehr dünn besiedelt war, die Leute dort aber doch wie hier einfach leben. Das Lied handelt vage von Träumen an einem warmen Sommertag, hat jedoch im Gegensatz zu den anderen beiden Liedern keine tiefere Bedeutung. Das Lied beginnt mit einem Gitarrenriff, zu denen nach einiger Zeit zusammenhangslose, aber interessant klingende Wörter gesungen werden. Danach beginnt ein neuer Teil mit Gitarre, Cembalo und Sitar, worauf wieder das Anfangsthema folgt, darauf eine abgewandelte Version des Refrains und dann wieder einzelne, zusammenhangslose Wörter. Das Lied endet wieder mit dem Gitarrenmotiv des Anfangs. Siberian Khatru ist vermutlich der am häufigsten gespielte Eröffnungstitel von Yes.

## Cover
Das Faltcover besteht aus einem von oben nach unten vom Dunklen bis ins Helle verlaufenden Grün, oben der Albumtitel und darunter das geschwungene Yes-Logo. Auf der Rückseite finden sich Fotos der fünf Bandmitglieder und als Ergänzung das Bild von Eddie Offord, der schon das dritte Yes-Album in Folge produzierte. Das Ganze wurde ergänzt mit einem weiteren Yes-Logo nur mit Außenlinien, einer Liste der Bandmitglieder mit den Instrumenten und weiteren Albuminformationen. Innen findet sich ein Roger-Dean-Bild, ein Hochplateau bestehend aus einem Meer mit Inseln, einem Schiff und einem Gebäude auf einer Insel. An allen Seiten fließt das Wasser steil fallend hinab. Der Betrachter selbst steht auf einem abgesetzten Berg, der mit dem Plateau nur durch eine Brücke verbunden ist. Die Hülle der LP wird zum Träger der Texte.
International gesehen gibt es praktisch kaum Unterschiede; nur beim 1974 in Tschechoslowakei erschienenen Album wurde der Titel als Na samen kraji útesu übersetzt.

## Rezeption
Während das Album Close to the Edge heute als eines der besten und wichtigsten Alben des Progressive Rock gilt, waren die zeitgenössischen Kritiken weniger überschwänglich. Rückblickend wird es nach den vorhergegangenen Alben allgemein als der künstlerische Höhepunkt der Band angesehen. Viele Progressive-Rock-Bands von den 1970er Jahren bis heute wurden von ihm beeinflusst. Im Juni 2015 wählte die Musikzeitschrift Rolling Stone das Album auf Platz 5 der 50 besten Progressive-Rock-Alben aller Zeiten.

## Chartplatzierung
In den deutschen Charts stieg das Album in der Woche des 15. November 1972, also gut zwei Monate nach Veröffentlichung, ein und verblieb dort für drei Wochen, wobei es eine Höchstposition von 36 in der zweiten Woche erreichte. In Österreich und in der Schweiz schaffte das Album den Einzug in die dortigen Charts nicht. In Großbritannien zog das Album schon am 23. September in die Charts ein und verblieb dort 13 Wochen, wobei es als Spitze den 4. Platz erreichte. In den USA zog das Album in der Woche vom 7. Oktober auf Position 79 in die Charts ein und erreichte nach 4 Wochen die Top 10 und weitere drei Wochen später mit dem 3. Platz seine höchste Position dort. Insgesamt war es 32 Wochen in den Billboard 200 vertreten. Die höchste Platzierung erreichte das Album in den niederländischen Dutch Charts, wo das Album für 11 Wochen vertreten war und eine Nummer-eins-Platzierung erreichte.